# Feodora II
Die Feodora II ist ein ehemaliges Ausflugs- und Butterschiff der Kieler Verkehrs AG.

## Geschichte

### Friedrichsort
Das mit der Baunummer 1379 bei der Kröger-Werft in Rendsburg gebaute Schiff wurde als Friedrichsort am 4. April 1972 von der Kieler Verkehrs AG übernommen. Ab dem 6. April wurde es auf der Kieler Förde eingesetzt.
Im Oktober 1977 erfolgte die Vercharterung an die Reederei W. Freter GmbH & Co. KG in Heiligenhafen.

### Sven Johannsen
Am 8. Oktober 1979 wurde das Schiff an Walter Johannsen in Lübeck verkauft und erhielt am 17. Oktober den Namen Sven Johannsen. Von Travemünde aus wurde es für Ausflugsfahrten und Seebestattungen eingesetzt.

### Feodora II
2014 kaufte Alexander Klein von der Nordischen Ausflug Schifffahrts GmbH (NAS) in Husby das Schiff. Die Gesellschaft fährt im Wechsel ab Laboe, Damp sowie Langballigau. Daneben sind Seebestattungen und Sonderfahrten im Angebot.
Nach jahrelanger Pause fährt mit der Feodora II seit dem 1. Juni 2016 wieder ein Ausflugsschiff den dänischen Hafen in Sønderborg an. Aufgrund der strikten Regelungen der dänischen Seefahrtsbehörde Søfartsstyrelsen musste das Schiff für den Einsatz auf dieser Auslandslinie für rund 150.000 Euro für die Einzelabnahme durch die dänische Behörde ausgerüstet werden, um etwa die Anforderungen nach einer vollautomatischen Lösch- und Brandmeldeanlage nach SOLAS zu erfüllen.
Seit dem 1. Januar 2023 wird das Schiff von der 2022 von Kapitän Thomas Heitmann und Diplom-Ingenieur Matthias Kornmesser gegründeten Heitmann & Kornmesser Reedereigesellschaft mbH betrieben. Neben den Tagesfahrten zwischen Langballig und Sonderburg werden Ausflugsfahrten, Seebestattungen, Charterfahrten für Veranstaltungen sowie Gedenkfahrten angeboten.